# Aníbal González Irizarry
Aníbal González Irizarry (Sabana Grande (Puerto Rico), 25 de febrero de 1927 - Santurce, 14 de noviembre de 2018  ) fue un periodista y presentador de noticias portorriqueño.

## Biografía
González Irizarry nació y creció en Sabana Grande, donde recibió los estudios primarios y los primeros años de secundaria.  Posteriormente, su familia se trasladó a San Juan donde estudió en la "Escuela Superior Central" de Santurce. En 1942, cuandotenía quince años, comenzó a trabajar en la WPRA]],una emisorade en Mayaguez y rápidamente se convirtió en el principal presentador.
En 1950, González Irizarry se trasladó a Nueva York para trabajar en una fábrica. Mientras estuvo allí encontró un puesto en la estación de radio WWRL en un programa llamado "La Voz Hispana del Aire". En ese programa, creó el personaje llamado "Monje Loco". En 1951, se unió a la emisora "WENX" donde fue designado Director de los programas en español.
En 1953, González Irizarry se alistó a la Armada y después de regresar de la Guerra de Corea fue licenciado con honores. Regresó a Nueva York y continuó trabajando en la radio como locutor. Se matriculó y ingresó de “La Escuela de Técnicas de Radio y Televisión".
En 1956, González Irizarry volvió a Puerto Rico para fichar por WKAQ, una filial de Telemundo. Continuó su carrera académica y se graduó como Abogado en la Facultad de Derecho de la Universidad de Puerto Rico. En Telemundo presentó por primera vez Telenoticias (Noticias de TV) en 1954 y en 1977, Telenoticias en Acción en un nuevo formato con él como presentador principal junto con Ramon Enrique Torres, Bruni Vélez y Junior Abrams. Fue conocida su muletilla de Y ahora las noticias en detalles. En 1994 se retiró de Telenoticias en Accion de Telemundo.
Además de la transmisión de noticias, González Irizarry enseñó comunicación en la Universidad del Sagrado Corazón en Santurce,fue copastor de la Discípulos de Cristo en Ponce. y también se desempeñó como portavoz del Medicare Advanced Health en Puerto Rico.
González Irizarry se casó con Ruth Perez Perez con la que tuvo dos hijos: Anibal Jr. y Lissette. González Irizarry murió el 14 de noviembre de 2018 de causas naturales en el Hospital Pavia de Santurce, Puerto Rico. Fue incinerado y sus cenizas fueron llevadas a su pueblo natal de Sabana Grande, Puerto Rico.